# Baqa-Jatt
Baqa-Jatt è una città del nord d'Israele, nel distretto di Haifa. Conta 32.400 abitanti.
| Controllo di autorità | VIAF (EN) 6089147270611335700002 · J9U (EN, HE) 987007574021905171 |